# Réti tücsökmadár
A réti tücsökmadár (Locustella naevia) a madarak osztályába, ezen belül a verébalakúak (Passeriformes) rendjébe és a tücsökmadárfélék (Locustellidae) családjába tartozó faj.

## Előfordulása
Palearktikus elterjedésű faj, mely Európa nagy részén, illetve Ázsiában Nyugat-Mongóliáig fordul elő, kontinensünkön északi és nyugati irányba terjeszkedik.

## Vonulása
Az európai madarak Nyugat-Afrikában, a Szaharától délre telelnek, míg a keleti fészkelők telelőterülete Északkelet-Afrikában, Indiában és Pakisztánban található.

## Megjelenése
Az egyetlen foltos hátú tücsökmadár faj, amely mintázata alapján könnyen felismerhető. Felülről olív árnyalatú szürkésbarna alapon sötéten foltozott, alulról piszkos fehér színű. Lába rózsaszínes, csőre meglehetősen sötét. A nemek hasonlóak. 
Hangja különbözik a berki (L. fluviatilis) és nádi tücsökmadártól (L. luscinioides): pirregése magasabb hangú, egészen fémes hangzású.

## Alfajai
- Locustella naevia naevia - Európától a Krím-félszigetig található meg.
- Locustella naevia obscurior - Kaukázusban él.
- Locustella naevia straminea - Nyugat-Szibériától Nyugat-Kínáig honos.
- Locustella naevia mongolica - Kazahsztán, Afganisztán, Mongólia területén fordul elő.

## Életmódja
Eredetileg a bokros, fás mocsár- és lápréteket kedveli, de újabban megtelepedett a hegy- és dombvidékek fenyveseiben és tölgyeseiben, valamint a mezőgazdasági területeken is. Kisebb gerinctelenekkel, rovarokkal, pókokkal és puhatestűekkel táplálkozik. Rejtett életmódja miatt nehéz észrevenni, amikor nem énekel.

## Szaporodása

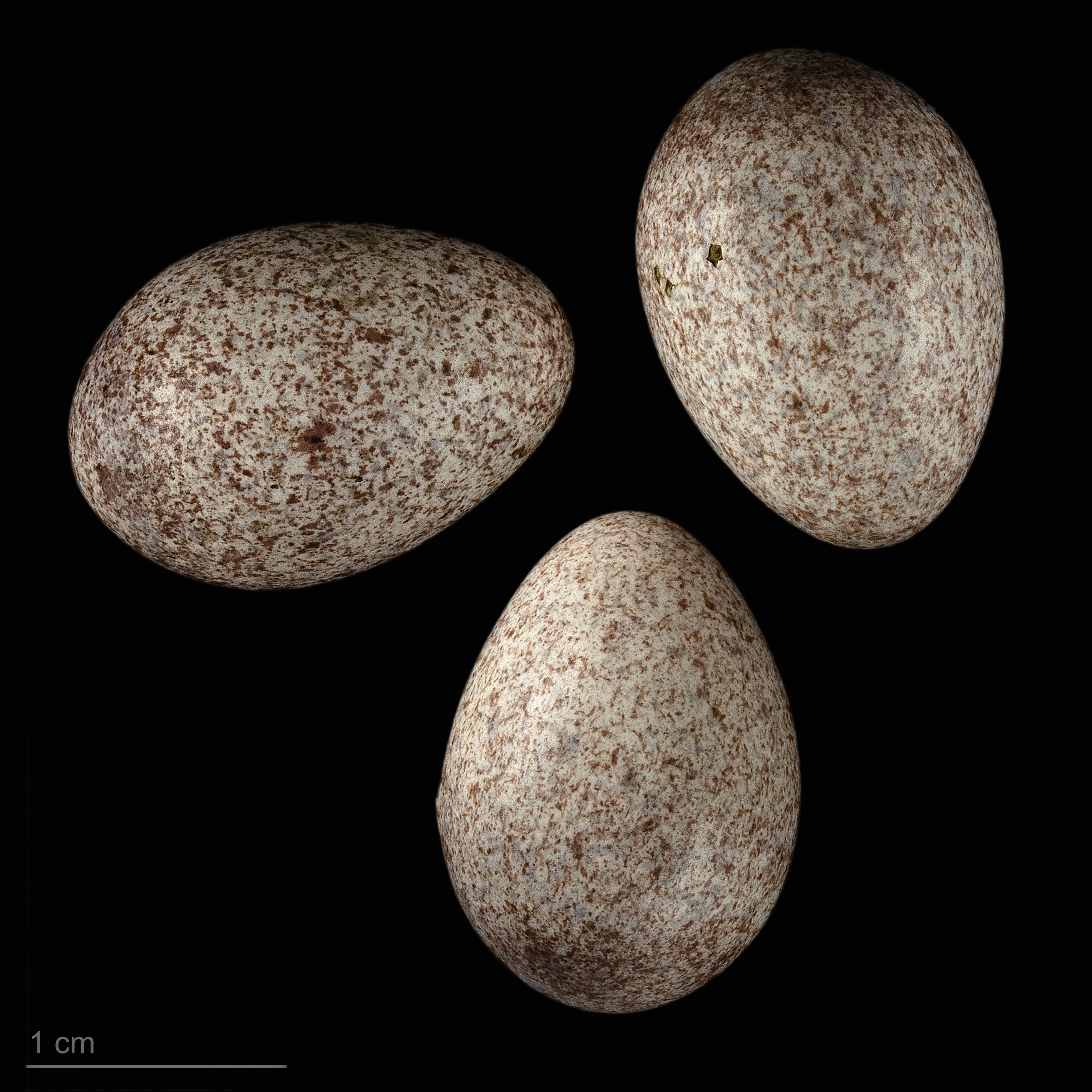
Locustella naevia tojásai

Fűcsomók, zsombékok között költ, a fészeképítésben mindkét szülő részt vesz. Fészekalja általában 5–6 tojásból áll. A mintegy 14 napig tartó kotlásban ugyancsak mindkét szülő részt vesz. A fiókák 10–12 napig maradnak a fészekben, majd néhány napig annak közelében egyesével rejtőzködnek, miközben a szülők tovább etetik őket.

## Kárpát-medencei előfordulása

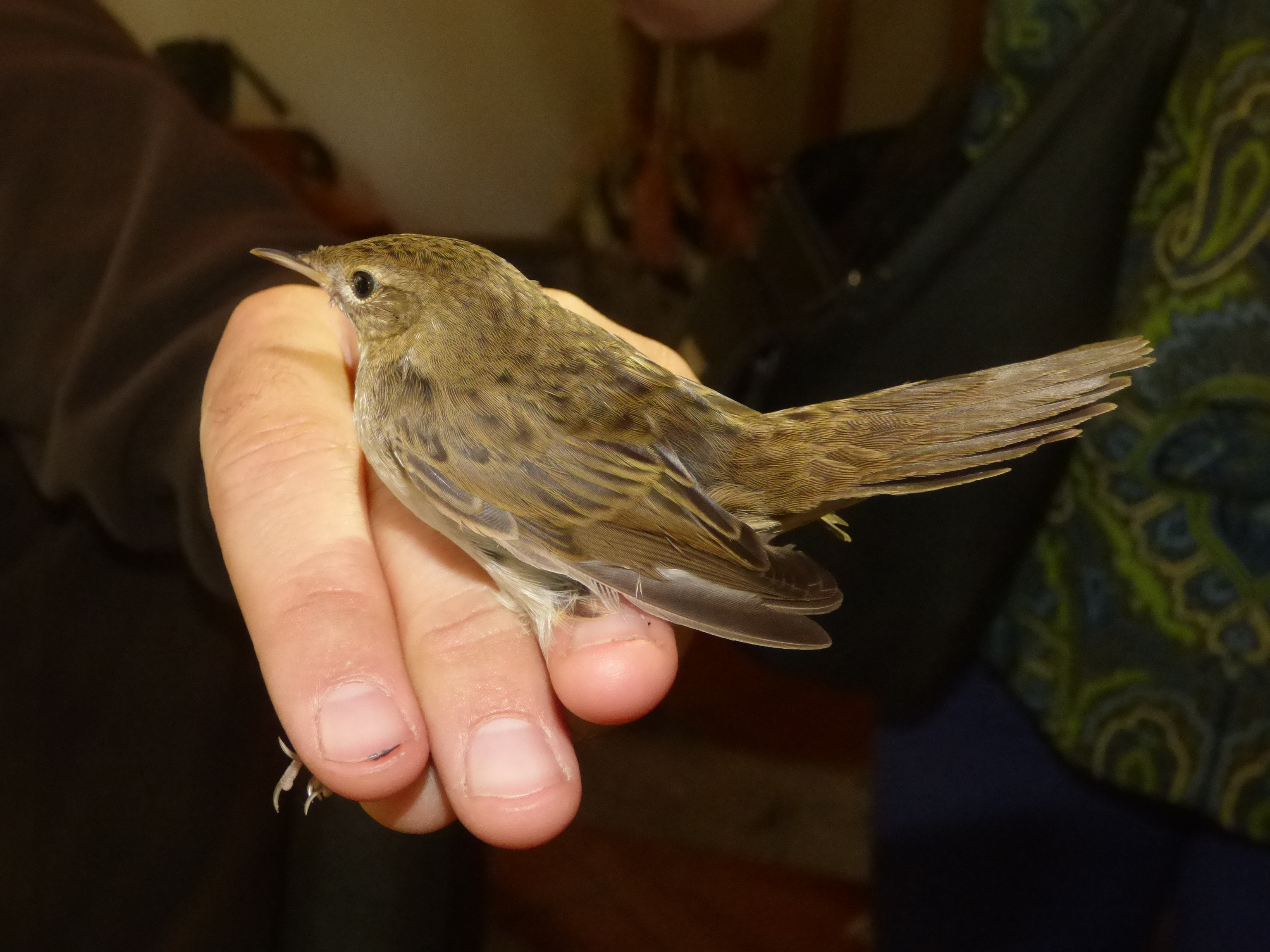
Gyűrűzött réti tücsökmadár az Ócsai Madárvártán

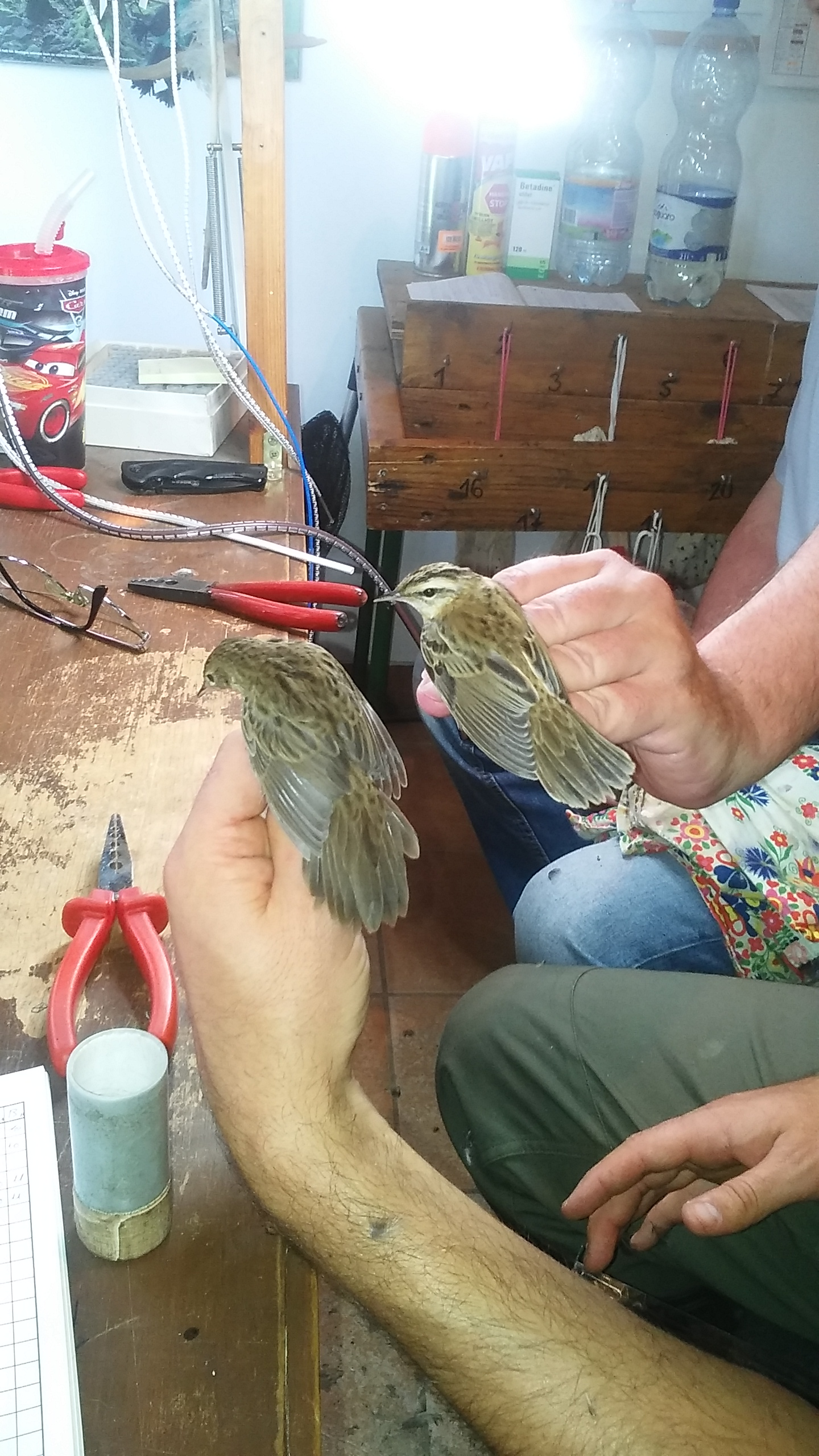
Gyűrűzött réti tücsökmadár (b) és foltos nádiposzáta összehasonlítása (Ócsa)

Magyarországon elég gyakori fészkelő (állományát 3000–5000 párra becsülik), bár a másik két tücsökmadár fajnál ritkább. Az utóbbi két évtizedben terjeszkedik: az 1970-es években a Dunántúlról volt csak ismert, azóta megtelepedett többek között az Ecsedi-láp, a Szatmári-síkság és Beregi-síkság, a Kiskunság, a Hortobágy és a Nyírség területén is.

## Védettsége
A faj szerepel az IUCN Vörös Listáján; Magyarországon védett, természetvédelmi értéke 50 000 Ft.